# Зеленский, Игорь Анатольевич
И́горь Анато́льевич Зеле́нский (род. 13 июля 1969, Лабинск, Краснодарский край) — советский и российский артист балета, балетмейстер, художественный руководитель различных балетных трупп. Народный артист Российской Федерации (2008).

## Биография
Родился 13 июля 1969 года в городе Лабинске Краснодарского края.
Окончил Тбилисское хореографическое училище (класс В. Чабукиани). С 1985 года — стажёр Тбилисского театра оперы и балета имени С. Палиашвили. В 1987—1988 годах стажировался в Ленинградском хореографическом училище имени А. Я. Вагановой (класс Г. Н. Селюцкого). С 1988 года — в труппе Мариинского театра, с 1991-го — солист.
В 1992—1998 годах — премьер труппы «Нью-Йорк Сити балет».
Приглашённый солист ведущих театров мира: Немецкая опера (Берлин; с 1990 года), Королевский балет (Лондон; с 1996 года), Большой театр (2000 год). В качестве главного приглашённого солиста танцевал в Ла Скала, Баварском государственном балете (Национальный театр в Мюнхене), в театрах Бостона, Сан-Франциско, Рио-де-Жанейро.
В 1997—2001 годах — солист Лондонского Королевского балета. В 2001—2006 годах — ассистент директора Национальной оперы в Афинах.
С 2006 по июнь 2016 года — художественный руководитель балета Новосибирского театра оперы и балета (НОВАТ), был советником генерального директора НОВАТ.
С 2011 года по сентябрь 2016 года — художественный руководитель балетной труппы Московского музыкального театра имени Станиславского и Немировича-Данченко (МАМТ). С октября 2016 года — советник генерального директора МАМТа по балету.
С сентября 2016 года по апрель 2022 года являлся интендантом и художественным руководителем Баварского государственного балета. Был освобождён от должности после отказа публично выступить против российского вторжения на Украину.
3 июня 2025 года внесён в санкционный список Канады лиц, которые по данным «Фонда борьбы с коррупцией», поддерживали нападение на Украину, либо извлекали выгоду от войны. Ранее Фонд борьбы с коррупцией внёс Зеленского в список коррупционеров и разжигателей войны как «он извлекает материальную выгоду от тесных связей с Владимиром Путиным».

### Семья
Женат на балетном репетиторе Яне Серебряковой, у пары трое детей.
Согласно совместному расследованию издания «Важные истории» и журнала Der Spiegel, Зеленский является отцом родившейся в 2017 году дочери Катерины Тихоновой. Процедура установления отцовства была осуществлена парой через московский суд.

## Творчество

### балетные партии
Мариинский театр
танцевал все ведущие партии балетного репертуара, в том числе:
- «Жизель» — Альберт
- «Дон Кихот» — Базиль
- «Щелкунчик» — Принц
- «Баядерка» — Солор
- «Лебединое озеро» — Зигфрид
- «Спящая красавица» — Дезире
- «Корсар» — Али
- Grand Pas «Пахита»
- «Шехеразада» — Золотой раб
- «Ромео и Джульетта» — Ромео
- балеты Баланчина
  - «Аполлон»
  - Tchaikovsky Pas de Deux
  - «Драгоценности» («Бриллианты»)
  - «Тема с вариациями»
- балеты Ролана Пети
  - «Юноша и смерть»
- балеты МакМиллана
  - «Манон» — Де Грие
- балеты Боярского
  - «Барышня и хулиган» — Хулиган

Нью-Йорк Сити балет
- более 25 балетов Дж. Баланчина, в том числе «Тема с вариациями», «Аполлон», «Четыре темперамента», Brahms-Schoenberg-Quartet, Raymonda Variations, «Симфония Запада», Allegro Brillante, «Щелкунчик»
- балеты Дж. Роббинса «Гольдберг-вариации», Four Seasons
- балеты П. Мартинса

Королевский балет, Лондон
«Манон» (К. Макмиллан), «Спящая красавица» (редакция Э. Дауэлла), «Баядерка» (в редакции Н. Макаровой), «Жизель» (в редакции П. Райта), «Аполлон» (Дж. Баланчин), «Ромео и Джульетта» (К. Макмиллан).
Большой театр
- «Баядерка»
- «Лебединое озеро»
- «Спартак» — Красс

### балетмейстер-постановщик
Афинский театр
- «Дон Кихот»
- «Раймонда»
- «Лебединое озеро»
- «Спящая красавица»
- «Баядерка»

Новосибирский театр оперы и балета
- «Баядерка» Л. Минкуса (Национальная театральная премия «Золотая Маска»)
- «Корсар» А. Адана

## Награды и признание
- Гран-при Международного конкурса артистов балета (Париж, 1990)
- премия «Балтика» (2001)
- Национальная театральная премия «Золотая Маска» — за лучшую мужскую роль в балете (Солор в «Баядерке» Л. Минкуса)
- Государственная премия Новосибирской области
- Заслуженный артист Российской Федерации (2000)
- Народный артист Российской Федерации (2008)[8]
- Грамота Министерства культуры Российской Федерации (2010)[9].